# Іван і Павло
Іван і Павло — римські християни, святі. Прийняли мученицьку смерть у Римі 26 червня 362 року. Були римськими солдатами, були страчені за часів гонінь імператора Юліана Відступника (361-363 рр.). На честь святих у Римі побудована Базиліка святих Івана і Павла (398).